# Club de Amigos de la Unesco de Madrid
El Club de Amigos de la Unesco de Madrid (CAUM) es una organización no gubernamental española.

## Historia y características
El Club de Amigos de la Unesco de Madrid fue constituido el 15 de marzo de 1961, como uno de los clubes de amigos que la Unesco animó a crear por el mundo para así impulsar los valores del organismo. La creación del CAUM contó con el impulso inicial de Adolfo Mármol Plaza, miembro del Club de Amigos de la Unesco de Barcelona, primera organización de este tipo en España.
Fue inicialmente una organización heterogénea, con algunas personalidades más próximas al régimen franquista y con una concepción más elitista de la cultura, como Juan José López Ibor y Luis Rosales, así como otros socios más jóvenes y partidarios de una función más activa de la cultura. Se generó un debate interno entre estos dos sectores que se resolvió con la dimisión del Comité Ejecutivo en diciembre de 1963 y la formación de uno nuevo formado por perfiles más militantes, con la presidencia de Rafael Taibo. Muchos de los socios del CAUM en esta etapa eran miembros del Partido Comunista de España (PCE), como Antonio Ferres y Armando López Salinas, o reconocidos disidentes, como Eva Forest y Alfonso Sastre, a pesar de lo cual la asociación debió guardar las apariencias y mostrar una cordialidad formal con el régimen. En 1964 cambió su sede a la calle Tirso de Molina. En septiembre de 2020 volvió a cambiar a la que es su actual sede en la calle San Bernardo.
Bajo la presidencia de Rafael Taibo, en los años sesenta acogió las reuniones del Círculo de Estudios Gallegos, un grupo de intelectuales gallegos en Madrid.[cita requerida]
Durante los últimos años del franquismo, la sede fue precintada tres veces: en 1969, durante tres meses debido al estado de excepción; en 1971, también durante tres meses; y finalmente en enero de 1975, durante 22 meses, tras una prohibición previa de diciembre de 1974 de realizar actividades de cualquier tipo.
En enero de 1980, durante su 17.ª asamblea ordinaria, sufrió un atentado por parte de la ultraderecha con carta bomba que se saldó con dos heridos: María Dolores Martínez, que quedó ciega; y Luis Enrique Esteban, que perdió una mano.
Su primera presidenta, ya en los años noventa, fue Lourdes Ortiz, que ya había sido socia desde 1965.

## Actividad cultural
El CAUM, como los demás clubes de amigos de la Unesco, realiza diversas actividades en el ámbito de la cultura y la ciencia. Desde un principio, editó el boletín mensual El Correo de la Unesco. Asimismo, el CAUM contaba con su propio Boletín del Club. En 1964 empezó la publicación de la Declaración Universal de los Derechos Humanos, de la que salieron hasta dos millones de ejemplares en castellano, gallego y catalán.
En el ámbito de la música, el CAUM dio a conocer en Madrid al cantautor valenciano Raimon, en 1965 en el Teatro de la Zarzuela.
En 1966 se le prohibió editar materiales impresos, y por la misma época se le restringió la celebración de actos abiertos al público, teniendo que ser exclusivamente para socios.
En la actualidad, su principal publicación son los Cuadernos del CAUM.